# Apaturie
Apaturie – trzydniowe święto ateńskie przypadające na miesiąc październik, w czasie którego obywatele wpisywali swych synów na członków fratrii. W czasie uroczystości składano bogom w ofierze owce i kozy. Ostatniego dnia chłopcy, już wpisani do fratrii, popisywali się recytacją utworów poetyckich i śpiewem.